# Rue de la Petite-Arche
La rue de la Petite-Arche est une voie du 16e arrondissement de Paris, en France.

## Situation et accès
La rue de la Petite-Arche est une voie située dans le 16e arrondissement de Paris. Elle débute au 21, rue du Général-Malleterre et se termine rue Abel-Ferry et avenue du Général-Clavery.

## Origine du nom
Son nom rappelle un ancien lieu-dit.

## Historique
Cette voie, située autrefois sur le territoire de Boulogne-Billancourt, est annexée à Paris par décret du 3 avril 1925.
En 1934, la partie qui était comprise entre la rue Abel-Ferry et l'avenue Marcel-Doret a pris le nom d'« avenue du Général-Clavery ».
La partie qui était comprise entre le quai du Point-du-Jour et la rue du Général-Malleterre a été supprimée en 1969.